# Уэстерн Кентукки Хиллтопперс (баскетбол)
Уэстерн Кентукки Хиллтопперс (англ. Western Kentucky Hilltoppers) — студенческая баскетбольная команда, представляющая Университет Западного Кентукки в первом баскетбольном мужском дивизионе NCAA. Располагается в Боулинг-Грин, штат Кентукки. В настоящее время (с 2014 года) команда выступает в конференции США. Занимает 14-е место в истории NCAA по количеству побед и восьмое по их проценту. В публикации Street & Smith «100 великих программ» баскетбольная команда Западного Кентукки заняла 31-е место.
Команда начала участвовать в студенческих соревнованиях в 1914 году. Впервые в «Мартовском безумии» «Хиллтопперс» приняли участие в 1940 году, где проиграли в четвертьфинале «Дюкейн Дьюкс». Перед сезоном 1948/49 присоединились к конференции долины Огайо, в дебютном же сезоне выиграв чемпионский титул. В сезоне 1970/71 дошли до Финала четырёх, где проиграли «Вилланова Уайлдкэтс» в финале Востока, но победили «Канзас Джейхокс» в матче за третье место. Впоследствии результаты «Хиллтопперс» в том плей-офф NCAA были аннулированы, поскольку их игрок Джим Макдэниелс до начала турнира подписал профессиональный контракт.

## Достижения
- 1/2 NCAA: 1971
- 1/4 NCAA: 1940, 1971
- 1/8 NCAA (8): 1940, 1960, 1962, 1966, 1971, 1978, 1993, 2008
- Участие в NCAA (24): 1940, 1960, 1962, 1966, 1967, 1970, 1971, 1976, 1978, 1980, 1981, 1986, 1987, 1993, 1994, 1995, 2001, 2002, 2003, 2008, 2009, 2012, 2013, 2024
- Победители турнира конференции (34): 1932, 1933, 1934, 1935, 1936, 1937, 1938, 1939, 1940, 1941, 1942, 1943, 1947, 1948 (SIAA[англ.]), 1949, 1952, 1953, 1954, 1965, 1966, 1976, 1978, 1980, 1981 (OVC), 1993, 1995, 2001, 2002, 2003, 2008, 2009, 2012, 2013 (Sun Belt[англ.]), 2024 (CUSA)
- Победители регулярного чемпионата конференции (28): 1949, 1950, 1952, 1954, 1955, 1956, 1957, 1960, 1961, 1962, 1966, 1967, 1970, 1971, 1972, 1976, 1980, 1981, 1982 (OVC), 1987, 1994, 1995, 2001, 2002, 2003, 2006, 2008, 2009 (Sun Belt[англ.])